# Nationalpark Val d’Agri
Nationalpark Val d’Agri (Italiensk: Parco nazionale dell'Appennino Lucano Val d’Agri Lagonegrese) er en nationalpark i Basilicata i det sydlige Italien, etableret i 2007. Den har et areal på 689,96 km².
Ud over industri- og andre kulturminder og rummer nationalparken en udstrakt bøgeskov ved Moliterno og fine bjerglandskaber. Floden Agri har sit udspring i bjergkædeen Serra di Calvello ved Marsico Nuovo og bliver mod syd ved Montemurro opstemmet med en dæmning og danner søen Lago del Pertusillo der ligger i Nationalparken.
Nationalpark Val d’Agri er en af de yngste nationalparker i Italien og her lever ud over odder, medlemmer af mårfamilien, vandrefalk og stork også ulv og europæisk vildkat.